# Světový pohár v jízdě na saních 2008/2009
32. ročník Světového poháru v jízdě na saních zahájil závod v rakouském Igls 29. listopadu 2008. Obhájcem posledního světového poháru byl
Ital Armin Zöggeler v mužích, Němka Tatjana Hüfner v ženách a dvojice Patric Leitner
Alexander Reich reprezentující Německo.

## Kalendář
| Místo                                    | Datum        | Disciplína  | Vítěz                                     | Lídr SP   | Lídr SP | Lídr SP                    | Lídr SP     |
| Místo                                    | Datum        | Disciplína  | Vítěz                                     | Muži      | Ženy    | Dvojice                    | Mix štafeta |
| ---------------------------------------- | ------------ | ----------- | ----------------------------------------- | --------- | ------- | -------------------------- | ----------- |
| Igls                                     | 29. listopad | Dvojice     | Gerhard Plankensteiner Oswald Haselrieder |           |         | Plankensteiner Haselrieder |             |
| Igls                                     | 30. listopad | Muži        | Andi Langenhan                            | Langenhan | Hüfner  | Plankensteiner Haselrieder |             |
| Igls                                     | 30. listopad | Ženy        | Tatjana Hüfner                            | Langenhan | Hüfner  | Plankensteiner Haselrieder |             |
| Sigulda                                  | 6. prosinec  | Ženy        | Tatjana Hüfner                            | Langenhan | Hüfner  | Plankensteiner Haselrieder |             |
| Sigulda                                  | 6. prosinec  | Dvojice     | Christian Oberstolz Patrick Gruber        | Langenhan | Hüfner  | Linger                     |             |
| Sigulda                                  | 7. prosinec  | Muži        | Albert Demtschenko                        | Zöggeler  | Hüfner  | Linger                     |             |
| Sigulda                                  | 7. prosinec  | Mix štafeta | Rakousko                                  | Zöggeler  | Hüfner  | Linger                     | Rakousko    |
| Winterberg                               | 13. prosinec | Muži        | Armin Zöggeler                            | Zöggeler  | Hüfner  | Linger                     | Rakousko    |
| Winterberg                               | 13. prosinec | Dvojice     | Christian Oberstolz Patrick Gruber        | Zöggeler  | Hüfner  | Oberstolz Gruber           | Rakousko    |
| Winterberg                               | 14. prosinec | Ženy        | Natalie Geisenberger                      | Zöggeler  | Hüfner  | Oberstolz Gruber           | Rakousko    |
| Winterberg                               | 14. prosinec | Mix štafeta | Německo                                   | Zöggeler  | Hüfner  | Oberstolz Gruber           | Rakousko    |
| Königssee                                | 3. leden     | Dvojice     | Patric Leitner Alexander Resch            | Zöggeler  | Hüfner  | Oberstolz Gruber           | Rakousko    |
| Königssee                                | 3. leden     | Ženy        | Tatjana Hüfner                            | Zöggeler  | Hüfner  | Oberstolz Gruber           | Rakousko    |
| Königssee                                | 4. leden     | Muži        | Armin Zöggeler                            | Zöggeler  | Hüfner  | Oberstolz Gruber           | Rakousko    |
| Königssee                                | 4. leden     | Mix štafeta | Německo                                   | Zöggeler  | Hüfner  | Oberstolz Gruber           | Německo     |
| Cesana                                   | 10. leden    | Ženy        | Tatjana Hüfner                            | Zöggeler  | Hüfner  | Oberstolz Gruber           | Německo     |
| Cesana                                   | 10. leden    | Dvojice     | Christian Oberstolz Patrick Gruber        | Zöggeler  | Hüfner  | Oberstolz Gruber           | Německo     |
| Cesana                                   | 11. leden    | Muži        | Armin Zöggeler                            | Zöggeler  | Hüfner  | Oberstolz Gruber           | Německo     |
| Oberhof                                  | 17. leden    | Dvojice     | Tobias Wendl Tobias Arlt                  | Zöggeler  | Hüfner  | Oberstolz Gruber           | Německo     |
| Oberhof                                  | 17. leden    | Muži        | Jan Eichhorn                              | Zöggeler  | Hüfner  | Oberstolz Gruber           | Německo     |
| Oberhof                                  | 18. leden    | Ženy        | Tatjana Hüfner                            | Zöggeler  | Hüfner  | Oberstolz Gruber           | Německo     |
| Oberhof                                  | 18. leden    | Mix štafeta | Německo                                   | Zöggeler  | Hüfner  | Oberstolz Gruber           | Německo     |
| Altenberg                                | 24. leden    | Dvojice     | Christian Oberstolz Patrick Gruber        | Zöggeler  | Hüfner  | Oberstolz Gruber           | Německo     |
| Altenberg                                | 24. leden    | Ženy        | Natalie Geisenberger                      | Zöggeler  | Hüfner  | Oberstolz Gruber           | Německo     |
| Altenberg                                | 25. leden    | Muži        | Armin Zöggeler                            | Zöggeler  | Hüfner  | Oberstolz Gruber           | Německo     |
| Altenberg                                | 25. leden    | Mix štafeta | Německo                                   | Zöggeler  | Hüfner  | Oberstolz Gruber           | Německo     |
| Mistrovství světa v jízdě na saních 2009 |              |             |                                           |           |         |                            |             |
| Calgary                                  | 13. únor     | Ženy        | Tatjana Hüfner                            | Zöggeler  | Hüfner  | Oberstolz Gruber           | Německo     |
| Calgary                                  | 14. únor     | Muži        | Armin Zöggeler                            | Zöggeler  | Hüfner  | Oberstolz Gruber           | Německo     |
| Calgary                                  | 14. únor     | Dvojice     | Christian Oberstolz Patrick Gruber        | Zöggeler  | Hüfner  | Oberstolz Gruber           | Německo     |
| Whistler                                 | 20. únor     | Ženy        | Natalie Geisenberger                      | Zöggeler  | Hüfner  | Oberstolz Gruber           | Německo     |
| Whistler                                 | 20. únor     | Dvojice     | André Florschütz Torsten Wustlich         | Zöggeler  | Hüfner  | Oberstolz Gruber           | Německo     |
| Whistler                                 | 21. únor     | Muži        | David Möller                              | Zöggeler  | Hüfner  | Oberstolz Gruber           | Německo     |

## Igls
| *   | Jméno          | 1. kolo       | 2. kolo       | Součet   |
| --- | -------------- | ------------- | ------------- | -------- |
| 1   | Andi Langenhan | 48.886 ( 1 )  | 49.091 ( 2 )  | 1:37.977 |
| 2   | David Möller   | 48.982 ( 2 )  | 49.006 ( 1 )  | 1:37.988 |
| 3   | Armin Zöggeler | 49.034 ( 4 )  | 49.138 ( 5 )  | 1:38.172 |
| 4   | Jan Eichhornl  | 49.048 ( 5 )  | 49.160 ( 6 )  | 1:38.208 |
| 5   | Viktor Kneib   | 49.005 ( 3 )  | 49.303 ( 13 ) | 1:38.308 |
| -   | --             | --            | --            | --       |
| 28  | Ondřej Hyman   | 49.658 ( 26 ) | 49.753 ( 29 ) | 1:39.411 |
| DNF | Jakub Hyman    | --            | --            | ---      |

| * | Jméno                | 1. kolo       | 2. kolo       | Součet   |
| - | -------------------- | ------------- | ------------- | -------- |
| 1 | Tatjana Hüfner       | 39.808 ( 1 )  | 39.859 ( 1 )  | 1:19.667 |
| 2 | Natalie Geisenberger | 39.923 ( 2 )  | 39.978 ( 2 )  | 1:19.901 |
| 3 | Anke Wischnewski     | 40.127 ( 4 )  | 40.080 ( 5 )  | 1:20.207 |
| 4 | Erin Hamlin          | 40.114 ( 3 )  | 40.182 ( 7 )  | 1:20.296 |
| 5 | Steffi Sieger        | 40.209 ( 6 )  | 40.168 ( 6 )  | 1:20.377 |
| 6 | Nina Reithmayer      | 40.343 ( 9 )  | 40.038 ( 3 )  | 1:20.381 |
| 7 | Ewelina Staszulonek  | 40.362 ( 11 ) | 40.070 ( 4 )  | 1:20.432 |
| 8 | Natalia Yakushenko   | 40.198 ( 5 )  | 40.326 ( 13 ) | 1:20.524 |

### Dvojice
Igls, Rakousko

29. listopad 2008

| *  | Jméno                                       | 1. kolo       | 2. kolo       | Součet   |
| -- | ------------------------------------------- | ------------- | ------------- | -------- |
| 1  | Gerhard Plankensteiner / Oswald Haselrieder | 39.433 ( 1 )  | 39.605 ( 2 )  | 1:19.038 |
| 2  | Andreas Linger / Wolfgang Linger            | 39.648 ( 5 )  | 39.628 ( 5 )  | 1:19.276 |
| 3  | Markus Schiegl / Tobias Schiegl             | 39.527 ( 3 )  | 39.801 ( 7 )) | 1:19.328 |
| 4  | Christian Oberstolz / Patrick Gruber        | 39.505 ( 2 )  | 39.836 ( 9 )  | 1:19.341 |
| 5  | Patric Leitner / Alexander Resch            | 39.740 ( 8 )  | 39.622 ( 4 )  | 1:19.362 |
| -  | --                                          | --            | --            | --       |
| 15 | Antonín Brož / Lukáš Brož                   | 40.098 ( 16 ) | 39.965 ( 14 ) | 1:20.063 |